# Estação Proletarskaia (metro de São Petersburgo)
Proletarskaia (em russo:  Пролетарская) é uma das estações da linha Nevsko-Vasileostrovskaia (Linha 3) do metro de São Petersburgo, na Rússia. Estação «Proletarskaia» está localizada entre as estações «Lomonossovskaia» (ao norte) e «Obukhovo» (ao sul).